# Launceston Elliot
Launceston Elliot (født 9. juni 1874 i Mumbai, Indien, død 8. august 1930 i Melbourne, Australien) var en skotsk sportsmand, der først og fremmest var kendt som vægtløfter. Han blev den første britiske olympiske mester, da han ved OL 1896 vandt konkurrencen i vægtløftning med én arm.

## Opvækst
Hans familie med lord Minto som overhoved var en etableret del af det skotske aristokrati og havde stærke forbindelser til Indien – den 4. jarl af Minto var vicekonge af Indien 1905-1910. Launceston Elliots oldefar var guvernør af Madras, hans bedstefar, sir Charles Elliot, var guvernør af Sankt Helena, og hans far Gilbert var embedsmand i Indien, hvor han blev født i 1874. Launceston blev opkaldt efter byen Launceston på Tasmanien, hvor han blev undfanget, og han tilbragte en del af sin tidlige barndom i Australien, inden familien igen flyttede til Indien.
I 1887 opsagde Elliots far sin stilling i Indien og flyttede med sin familie til England, hvor han begyndte at drive landbrug i Essex. 13-årige Launceston, som dermed kom til England for første gang, var en usædvanligt godt bygget ung mand, og han kom hurtigt under indflydelse af den tyske vægtløfter Eugen Sandow, der i dag betragtes som grundlæggeren af bodybuilding. Han udviklede sig til en usædvanligt talentfuld vægtløfter, og i januar 1891 – i en alder af blot 16 år – stillede han op ved det som nu anses som det første britiske mesterskab i vægtløftning, afholdt i det fashionable Cafe Monico i Piccadilly, London. Tre år senere vandt han mesterskabet i Royal Aquarium i Westminster.

## OL 1896
Ansporet af de opnåede resultater besluttede den nu 21-årige Elliot at rejse til Athen for at deltage i de første moderne olympiske lege. Dengang var der ingen internationalt accepterede regler eller vægtklasser inden for vægtløftning, og de olympiske arrangører havde da også opfundet sine egne regler til lejligheden. Første konkurrence på programmet var tohåndsløft med seks deltagere, og den langstrakte konkurrence endte med at danske Viggo Jensen og Launceston Elliot begge løftede 110 kg, og prins Georg ville give danskeren førstepladsen for at have udført løftet i bedre stil end Elliot, der havde været langt mere besværet under udførelsen af sit løft. Normalt ville man øge vægten, men der fandtes ikke tungere vægte. Så blev der lavet en improviseret tilføjelse, men efter at Jensen havde løftet den nye vægt, blev hans stil kritiseret, og det endte med, at det oprindelig resultat kom til at gælde (officielt justeret til 111,5 kg). Grækeren Sotirios Versis fik trejepladsen med 90 kg.
Efter afslutningen af tohåndskonkurrencen blev enhåndskonkurrencen afholdt. Her deltog blot fire løftere, og Elliot afslog prins Georgs tilbud om en hvilepause, men bad til gengæld om at få lov til denne gang at løfte efter Jensen, eftersom danskeren i tohåndskonkurrencen havde haft fordel af at løfte efter Elliot. Ønsket blev imødekommet af dommerne, men løfterækkefølgen fik ingen indflydelse på resultatet, og denne konkurrence blev betydeligt hurtigere overstået. Elliot løftede uden besvær 71,0 kg, mens Jensen, som havde skadet sin skulder i et forsøg på at løfte 112,5 kg i tohåndskonkurrencen, ikke klarede mere end 57,0 kg, og dermed kunne Storbritanniens første olympiske mester kåres. Også grækeren Alexandros Nikolopoulos løftede 57,0 kg, men Jensen blev tildelt andenpladsen, idet han klarede løftet med begge hænder, mens grækeren tilsyneladende kun klarede det med én hånd.
Elliot deltog i legene i flere andre sportsgrene. Inden vægtløftningskonkurrencen var  konkurrencen i 100 m-løb afviklet som den første konkurrence ved legene overhovedet. Elliot deltog her og blev nummer tre i sit heat, hvorfor han ikke gik videre, men Elliot blev 6. april 1896 Storbritanniens første OL-deltager. I brydekonkurrencen blev Elliot besejret (under protest) i første runde af Carl Schuhmann fra Tyskland, som endte med at vinde konkurrencen. Endelig sluttede han på femte- og sidstepladsen i rebklatring.
Elliot blev ofte beskrevet som en meget flot mand, og hans udseende appellerede i hvert fald til grækerne, for under de olympiske lege i Athen fik han et ægteskabstilbud fra en højtstående dame blandt publikum. Elliot afslog imidlertid tilbuddet og giftede sig i stedet året efter med Emilia Holder, en præstedatter fra Kent.

## Senere karriere
Efter sejren i Athen satte han fire nye britiske rekorder ved det britiske amatørmesterskabet i 1899. Han deltog også ved OL 1900, hvor der imidlertid ikke blev konkurreret i vægtløftning. I stedet deltog han i diskoskast og endte som nr. 11.
Omkring 1905 blev han professionel og begyndte at optræde som "stærk mand" sammen med Montague Spencer. Iklædt gladiatorkostumer optrådte de på scener udsmykket som romerske arenaer. De efterlignede romerske gladiatorkampe og sloges blandt andet med trefork, net og andre våben. I slutningen af showet gav Elliot en styrkeopvisning, hvor hans glansnummer var at løfte en metalstang over skuldrene, hvor der i hver ende var ophængt en cykel med rytter. Med denne belastning på skuldrene begyndte han at dreje rundt om sig selv, først langsomt men siden hurtigere og hurtigere, indtil cykelrytterne stod vandret i luften ud fra metalstangen.
Efter at være stoppet som underholder kort efter 1. verdenskrig var han landmand i England i nogle år, inden han sammen med sin kone endelig slog sig ned i Melbourne i Australien i 1923. Han døde af kræft i rygsøjlen den 8. august 1930.